# David Feldman (Philatelist)
David Feldman (* 1947 in Dublin) ist Berufsphilatelist, Auktionator und Autor, der aus Irland stammt.
Schon im Alter von acht Jahren organisierte er einen Tauschhandel unter Schülern. 1958 machte er daraus einen Briefmarkenklub mit Versandhandel und hielt 1967 seine erste Auktion ab. Im Jahr 1968 schloss er sein Studium sowohl in Betriebswirtschaftslehre als auch in Philosophie mit Auszeichnung ab. Im selben Jahr schrieb er einen Bestseller über irische Philatelie mit dem Titel „Handbook of Irish Philately“. Als er 1973 eine Schweizerin kennenlernte, zog er in die Schweiz um. Bei seinen Auktionen konnte er wiederholt Rekordpreise erzielen, unter anderem für den sogenannten „Bordeaux-Brief“. 1993 versteigerte er bei einer einzigartigen Auktion die Mauritius-Marken von Kanai Hiroyuki. Außerdem sponserte Feldman philatelistische Literatur, wie das zweibändige Werk von L. N. Williams mit dem Titel „Encyclopedia of Rare and Famous Stamps“.